# Paul Torday
Pour les articles homonymes, voir Torday.
Œuvres principales
- Salmon Fishing in the Yemen (2006)

Paul Torday, né le 1er août 1946 à Croxdale (comté de Durham) et mort le 18 décembre 2013 (à 67 ans) dans le Northumberland, est un écrivain et un homme d'affaires britannique. Il est connu pour son roman Salmon Fishing in the Yemen (Partie de pêche au Yemen), qui a reçu le prix Bollinger Everyman Wodehouse en 2007 et a fait l'objet d'une adaptation cinématographique en 2012.

## Biographie
Aîné d'une famille de trois enfants, il naît dans le comté de Durham. Son père, Laszlo, d'origine hongroise, a immigré au Royaume-Uni dans les années 1930. Dès ses jeunes années, Paul est attiré par la littérature : à 16 ans, il remporte un concours national de poésie parrainé par le Daily Mail. Au sortir de la Royal Grammar School de Newcastle, il gagne une bourse pour aller étudier à Pembroke College de l'Université d'Oxford. Il a vingt ans lorsqu'il rédige deux premiers romans, mais ne démarche aucun éditeur.
Il se tourne vers le monde des affaires, effectue des études commerciales à Manchester et, après quelques années d'activité à Londres et à Leeds, rejoint l'entreprise familiale, Torday & Carlisle, au début des années 1970. Son travail dans l'industrie du pétrole et du gaz dans les années 1990 lui inspire son roman Salmon Fishing in the Yemen. Il se trouvait à une réunion d'affaires à Oman lorsqu'il eut l'idée de raconter l'histoire d'un Cheikh yéménite résolu à introduire la pêche au saumon dans son pays. Le livre est un succès : il se vend à plus de 500.000 exemplaires au Royaume-Uni et remporte le prix Bollinger Everyman Wodehouse en 2007.
En dépit de sa nouvelle renommée, il ne quitte pas pour autant le monde de l'industrie, tout en s'appliquant à publier un livre tous les ans ;  alors que paraît son roman à succès, un cancer lui est diagnostiqué, ce qui le pousse à se tourner résolument vers le métier d'écrivain. De 2007 à 2013, il publie d'autres romans, dont The Irresistible Inheritance of Wilberforce,  The Girl on the Landing,  The Legacy of Hartlepool Hall et son dernier Light Shining in the Forest.
Il meurt le 18 décembre 2013 des suites de la maladie, âgé de 67 ans.

## Romans
- 2006 : Salmon Fishing in the Yemen
- 2008 : The Irresistible Inheritance of Wilberforce
- 2009 : The Girl on the Landing
- 2010 : The Hopeless Life Of Charlie Summers
- 2011 : More Than You Can Say
- 2012 : The Legacy of Hartlepool Hall
- 2013 : Light Shining in the Forest